# مديرية نصاب

تعديل مصدري - تعديل

مديرية نِصاب هي إحدى المديريات الكبيرة في محافظة شبوة في اليمن. بلغ عدد سكانها 42050 نسمة عام 2004.

## نبذة
الموقع والمساحة
تقع مديرية نصاب إلى الغرب من عاصمة المحافظة (عتق)، وتبعد عن العاصمة بحدود (40) كيلو متر، وتتصل مديرية نصاب بمديرية عتق والصعيد من الشرق، وبمديرية مرخة السفلى من الغرب، ومن الجنوب بمديرية حطيب ومن الشمال مديرية جردان وأجزاء من مديرية مرخة السفلى. وتبلغ المساحة حوالي 3547 كم² وتتوزع في ستة مراكز وتشكل الصحرى أكبر جزء من المساحة.

## السكان
يبلغ عدد سكان مديرية نصاب وفقاً لنتائج التعداد العام للسكان والمساكن والمنشآت لعام 2004م (42036) نسمة وينمو السكان سنوياً بمعدل (2.54%).
ويشكل سكان المديرية ما نسبته (8.9%) من إجمالي سكان المحافظة، وعدد مراكزها (6) مراكز، ومدينة نصاب هي مركز المديرية.
مراكزها
نصاب وعبدان وضراء، والحنك، والعوشه، والحجر وتعد التجارة، الزراعة، تربية النحل، تربية المواشي من أهم الأنشطة الرئيسة لسكان المديرية، ويشكل إنتاج المديرية من المحاصيل الزراعية ما نسبته (30 %) من إجمالي إنتاج المحاصيل الزراعية في المحافظة، وأهمها الحبوب والأعلاف والخضروات.
ومن أهم معالمها التاريخية نقش وادي عبدان الكبير وهجر امذيبية وقلعة الخرشات و(مسجد ال محمد والمسجد الجامع) في مدينة نصاب وبئر رعنا التي يعود إليها تأسيس مدينة نصاب.

## التضاريس
- تتركز المرتفعات في الأجزاء الغربية والجنوبية على حدود المديرية من جهة مديرية حطيب.
- أهم الجبال هي:جبل كبر الذي يقع في الجهة الشرقية الشمالية من مدينة نصاب.
- الأودية: وادي همام - وادي الحجر - وادي ضراء - وادي عبدان - وادي الحنك.
- المناخ والبيئة : يسود المديرية نوعين من المناخ ففي المناطق الشمالية يسودها مناخ صحراوي حيث يكون حار صيفا باردا جاف شتاء وأما الأجزاء الجبلية تشهد مناخ معتدلاً صيفاً وبارد شتاءً.
- الأمطار: تسقط الأمطار عموماً في فصل الصيف والربيع ومن جانب آخر تحظى المديرية بتدفق كميات كبيرة من السيول القادمة من مديرية حطيب ومحافظة ابين.
- الغطاء النباتي:

حيث أن الغطاء النباتي في بعض أجزاء السطح محدود سواء من حيث الكم أو النوع ويكاد ينحصر في بعض أنواع من الحشائش والنباتات الصغيرة التي تكثر خلال مواسم الأمطار بالإضافة إلى بعض الأشجار المعمرة المتناثرة قرب الأودية والشعاب وأهم هذه الأشجار السدر والسمر والقرض وبعض أشجار الطلح والأثل والعشر والعوسج والاراك.